# Cal Heeter
Calvin „Cal“ Heeter (* 2. November 1988 in St. Louis, Missouri) ist ein ehemaliger US-amerikanischer Eishockeytorwart, der in Europa bei den Hamburg Freezers in der Deutschen Eishockey Liga sowie beim KHL Medveščak Zagreb aktiv war.

## Karriere
Heeter begann seine Karriere im Jahr 2006 bei den Wichita Falls Wildcats in der Juniorenliga North American Hockey League. Zur folgenden Saison wechselte er innerhalb der Liga zu den St. Louis Bandits, ehe er zwischen 2008 und 2012 für die Universitätsmannschaft der Ohio State University in der Big Ten Conference, welche in den Spielbetrieb der National Collegiate Athletic Association eingegliedert ist, auf dem Eis stand. Im März 2012 wurde der US-Amerikaner von der Organisation der Philadelphia Flyers aus der National Hockey League unter Vertrag genommen, absolvierte in der Saison 2012/13 lediglich jedoch eine Partie in der höchsten Spielklasse Nordamerikas und verbrachte einen Großteil der verbleibenden Spielzeit beim Farmteam Adirondack Phantoms in der American Hockey League. Im Anschluss an die Saison wurde der Linksfänger in den Kader der US-amerikanischen Nationalmannschaft für die Weltmeisterschaft berufen und gewann dort mit seinem Team die Bronzemedaille, wenngleich Heeter in keinem Spiel zum Einsatz kam.
Nach einem kurzen Engagement bei den Evansville IceMen in der ECHL wechselte Heeter im November 2014 nach Europa und schloss sich dem KHL Medveščak Zagreb aus der Kontinentalen Hockey-Liga an, wo er zunächst einen einmonatigen Probevertrag erhielt. Dieser wurde nach soliden Leistungen bis zum Saisonende verlängert, sodass der Schlussmann in der Spielzeit 2014/15 insgesamt 22 Partien für Zagreb bestritt. Im Oktober 2015 erhielt Heeter einen Kontrakt bis zum Ende der Saison 2015/16 bei den Hamburg Freezers aus der Deutschen Eishockey Liga.

## Erfolge und Auszeichnungen
- 2008 Robertson-Cup-Gewinn mit den St. Louis Bandits
- 2013 Bronzemedaille bei der Weltmeisterschaft